# Папиемаше
Папиèмашè (на френски: Papier-mâché, буквално сдъвкана хартия със значение на смачкана хартия поради начина, по който изглежда) е техника, която позволява с леснодостъпни и евтини материали да се изработят различни предмети. Техниката е следната – взима се предмет, на който ще се прави копие и започват да се лепят върху него малки парчета хартия (обикновено вестник). За лепило може да служи брашно, нишесте или тапетно лепило. Лепи се, докато се покрие целият предмет и се внимава покритието да е гладко и равномерно. Оставя се да изсъхне, след което се втвърдява и разрязва на две. Отвътре се вади предметът и двете части се залепват отново. Така полученото копие на предмета може да се боядиса, оцвети и декорира.